# Nate Johnson (basket-ball, 1977)
Ne doit pas être confondu avec Nate Johnson (basket-ball, 1979).
Nate Johnson, né le 8 septembre 1977, à Camden, au New Jersey, est un ancien joueur américain de basket-ball. Il évolue au poste d'ailier.

## Palmarès
- All-NBDL Second Team 2003
- Meilleur marqueur NBA Development League 2003
- Supercoupe d'Italie 2003
- MVP de la Supercoupe d'Italie 2003